# Давлекановский район
Давлека́новский райо́н (баш. Дәүләкән районы) — административно-территориальная единица (район) и муниципальное образование (муниципальный район) в её границах под наименованием муниципальный район Давлекановский район (баш. Дәүләкән районы муниципаль районы) в составе Республики Башкортостан Российской Федерации.
Административный центр — город Давлеканово.

## География
Район расположен на юго-западе республики. Площадь составляет 1907 км². Территория района находится в пределах Прибельской увалисто-волнистой равнины. Климат умеренно континентальный, теплый, засушливый. По территории района протекают реки Дёма, Малый Удряк, Уршак. На западе находится озеро Асылыкуль.
Преобладают типичные чернозёмы. Пахотные площади подвержены смыву и выдуванию ветром. На территории района имеются месторождения нефти, глины, суглинка, песчано-гравийной смеси.
На территории района есть несколько природных памятников. Один из них — посадка голубых елей у села Комсомольский. В начале XX века землевладелец из числа немецких переселенцев высадил голубую ель на территории своего хутора, расположенного в 7 километрах от Давлеканово. 52 экземпляра из них, дожили до наших дней, и занимают площадь в 25 соток. В 10 километрах от Давлеканово, у села Кирово находится ещё один природный памятник гора Балкантау.
Самой уникальной достопримечательностью района является жемчужина Башкортостана — озеро Асылыкуль, получившее статус национального парка в 1993 году. Оно находится в 35 километрах от Давлеканово, в широкой котловине северо-восточных отрогов Белебеевской возвышенности между невысокими горами Оло-Карагас, Бэлэкэй Карагас, Олотау, Большая Нора, Малая Нора. Длина озера — 8 километров, ширина — 5 километров, глубина — 5—6 метров. Это самое большое озеро в Башкортостане. Вода в нём слегка солоноватая.
В окрестностях озера можно увидеть ковыльные степи, липово-дубово-берёзовые леса, сосны. По степным склонам растёт около 40 видов растений, многие из которых считаются редкими. Озеро богато рыбой, в нём водится судак, окунь, плотва, щука, налим, карась, сазан, линь, сиг, рипус и другие.
Асылыкуль овеяно легендами, преданиями. Один из древнейших эпосов башкирского народа «Заятуляк и Хыухылыу» родился на асылыкульской земле.

## История
Давлекановский район образован 20 августа 1930 года, когда, согласно постановлению президиума ВЦИК, было ликвидировано разделение Башкирской АССР на кантоны и образовано 48 районов.

## Население
| 1989    | 2002    | 2003    | 2004    | 2005    | 2006    | 2007    | 2008    | 2009    |
| ------- | ------- | ------- | ------- | ------- | ------- | ------- | ------- | ------- |
| 39 214  | ↗42 138 | ↘42 116 | ↗42 254 | ↘42 211 | ↗42 235 | ↗42 467 | ↗42 672 | ↗42 738 |
| 2010    | 2012    | 2013    | 2014    | 2015    | 2016    | 2017    | 2021    |         |
| ↘42 465 | ↘42 021 | ↘41 723 | ↘41 238 | ↘40 890 | ↘40 429 | ↘40 162 | ↘37 147 |         |

Согласно прогнозу Минэкономразвития России, численность населения будет составлять:
- 2024 — 39,46 тыс. чел.
- 2035 — 37,14 тыс. чел.

Возрастной состав
Население района составляет, согласно итогам переписи 2010 года, 42 тысячи 465 человек (19,8 мужчин и 22,4 женщин):
- около 12 тысяч детей и подростков до 18 лет;
- более 19 тысяч человек работоспособного возраста;
- около 11 тысяч пенсионеров.

### Урбанизация
В городских условиях (город Давлеканово) проживают 56.57 % населения района.

### Национальный состав
Согласно Всероссийской переписи населения 2010 года: башкиры — 36,3 %, русские — 36,1 %, татары — 17,5 %, чуваши — 3,4 %, украинцы — 3,3 %, лица других национальностей — 3,4 %.
По итогам переписи населения 2020 года проживали следующие национальности (национальности менее 0,1 % и другое см. в сноске к строке «Другие»):
| Национальность | Численность, чел. | Доля     |
| -------------- | ----------------- | -------- |
| Русские        | 14 185            | 38,19 %  |
| Башкиры        | 13 334            | 35,90 %  |
| Татары         | 6748              | 18,17 %  |
| Чуваши         | 1202              | 3,24 %   |
| Украинцы       | 504               | 1,36 %   |
| Немцы          | 199               | 0,54 %   |
| Азербайджанцы  | 179               | 0,48 %   |
| Мордва         | 153               | 0,41 %   |
| Узбеки         | 125               | 0,34 %   |
| Таджики        | 86                | 0,23 %   |
| Армяне         | 80                | 0,22 %   |
| Белорусы       | 41                | 0,11 %   |
| Другие         | 311               | 0,81 %   |
| Итого          | 37 147            | 100,00 % |

### Языковой состав
Согласно Всероссийской переписи населения 2010 года родными языками населения являлись: русский — 44,1 %, башкирский — 33,5 %, 
татарский — 15,3 %, чувашский — 3 %.
Согласно Всероссийской переписи населения 2020 года родными языками населения являлись: русский — 42,5 %, башкирский — 34,8 %, 
татарский — 16,8 %, чувашский — 3,1 % .

## Административное деление
В Давлекановский район как административно-территориальную единицу республики входит 1 город районного значения и 16 сельсоветов.
В одноимённый муниципальный район в рамках местного самоуправления входит 17 муниципальных образований, в том числе 1 городское поселение и 16 сельских поселений.
| №        | Муниципальное образование   | Административный центр | Количество населённых пунктов | Население (чел.) | Площадь (км²) |
| -------- | --------------------------- | ---------------------- | ----------------------------- | ---------------- | ------------- |
| 1e-06    | Городское поселение:        |                        |                               |                  |               |
| 1        | город Давлеканово           | город Давлеканово      | 1                             | ↘23 774          | 40,97         |
| 1.000002 | Сельское поселение          |                        |                               |                  |               |
| 2        | Алгинский сельсовет         | деревня Алга           | 9                             | ↗1573            | 183,77        |
| 3        | Бик-Кармалинский сельсовет  | село Бик-Кармалы       | 8                             | ↘983             | 136,18        |
| 4        | Ивановский сельсовет        | село Ивановка          | 1                             | ↘635             | 110,39        |
| 5        | Имай-Кармалинский сельсовет | село Имай-Кармалы      | 10                            | ↘1305            | 175,01        |
| 6        | Кадыргуловский сельсовет    | деревня Кадыргулово    | 7                             | ↘1123            | 126,18        |
| 7        | Казангуловский сельсовет    | село Казангулово       | 5                             | ↘1100            | 125,93        |
| 8        | Кидрячевский сельсовет      | село Кидрячево         | 3                             | ↘1060            | 101,59        |
| 9        | Курманкеевский сельсовет    | село Старокурманкеево  | 3                             | ↘758             | 61,92         |
| 10       | Микяшевский сельсовет       | село Микяшево          | 4                             | ↘921             | 101,37        |
| 11       | Поляковский сельсовет       | село Поляковка         | 13                            | ↘1787            | 158,27        |
| 12       | Раевский сельсовет          | деревня Раево          | 4                             | ↘570             | 75,63         |
| 13       | Рассветовский сельсовет     | село Рассвет           | 6                             | ↗1348            | 153,95        |
| 14       | Сергиопольский сельсовет    | деревня Сергиополь     | 6                             | ↘889             | 84,83         |
| 15       | Соколовский сельсовет       | деревня Соколовка      | 4                             | ↘616             | 69,52         |
| 16       | Чуюнчинский сельсовет       | село Чуюнчи            | 4                             | ↘1097            | 118,94        |
| 17       | Шестаевский сельсовет       | село Шестаево          | 4                             | ↘623             | 82,86         |

### Населённые пункты
В Давлекановском районе 92 населённых пункта.
| №  | Населённый пункт  | Тип                           | Население | Муниципальное образование   |
| -- | ----------------- | ----------------------------- | --------- | --------------------------- |
| 1  | Алга              | деревня                       | ↘295      | Алгинский сельсовет         |
| 2  | Алга              | деревня                       | ↗88       | Чуюнчинский сельсовет       |
| 3  | Александровка     | деревня                       | ↗233      | Алгинский сельсовет         |
| 4  | Альметово         | деревня                       | ↗24       | Бик-Кармалинский сельсовет  |
| 5  | Ахуново           | деревня                       | ↗72       | Микяшевский сельсовет       |
| 6  | Аюханово          | село                          | ↘286      | Раевский сельсовет          |
| 7  | Балто-Ивановка    | деревня                       | ↘52       | Поляковский сельсовет       |
| 8  | Батраки           | деревня                       | ↗88       | Имай-Кармалинский сельсовет |
| 9  | Бахча             | деревня                       | ↗78       | Бик-Кармалинский сельсовет  |
| 10 | Березовка         | село                          | ↗145      | Алгинский сельсовет         |
| 11 | Бик-Кармалы       | село                          | ↗324      | Бик-Кармалинский сельсовет  |
| 12 | Бишкаин           | хутор                         | ↘22       | Поляковский сельсовет       |
| 13 | Бурангулово       | село                          | ↗309      | Кидрячевский сельсовет      |
| 14 | Волга             | деревня                       | →0        | Имай-Кармалинский сельсовет |
| 15 | Волынка           | деревня                       | ↗16       | Поляковский сельсовет       |
| 16 | Ворошилово        | деревня                       | ↗34       | Алгинский сельсовет         |
| 17 | Вперёд            | село                          | ↘957      | Поляковский сельсовет       |
| 18 | Вязовка           | деревня                       | ↘16       | Бик-Кармалинский сельсовет  |
| 19 | Горчаки           | деревня                       | ↘120      | Микяшевский сельсовет       |
| 20 | Грибовка          | деревня                       | ↘0        | Поляковский сельсовет       |
| 21 | Гумерово          | деревня                       | ↘40       | Кадыргуловский сельсовет    |
| 22 | Давлеканово       | город, административный центр | ↘21 013   | город Давлеканово           |
| 23 | Дорошевка         | деревня                       | ↗230      | Сергиопольский сельсовет    |
| 24 | Дружба            | село                          | ↘305      | Поляковский сельсовет       |
| 25 | Дюртюли           | село                          | ↘317      | Курманкеевский сельсовет    |
| 26 | Заря              | деревня                       | ↘65       | Бик-Кармалинский сельсовет  |
| 27 | Ивангород         | деревня                       | ↘377      | Шестаевский сельсовет       |
| 28 | Ивановка          | село                          | ↘635      | Ивановский сельсовет        |
| 29 | Имай-Кармалы      | село                          | ↗330      | Имай-Кармалинский сельсовет |
| 30 | Искандарово       | село                          | ↘254      | Бик-Кармалинский сельсовет  |
| 31 | Исмагилово        | село                          | ↗150      | Казангуловский сельсовет    |
| 32 | Кадыргулово       | деревня                       | ↗234      | Кадыргуловский сельсовет    |
| 33 | Казангулово       | село                          | ↗441      | Казангуловский сельсовет    |
| 34 | Калиновка         | деревня                       | ↗42       | Казангуловский сельсовет    |
| 35 | Камчалытамак      | село                          | ↘475      | Кадыргуловский сельсовет    |
| 36 | Каранбаш          | деревня                       | ↗185      | Сергиопольский сельсовет    |
| 37 | Каратал           | деревня                       | ↘87       | Имай-Кармалинский сельсовет |
| 38 | Кидрячево         | село                          | ↗487      | Кидрячевский сельсовет      |
| 39 | Кирово            | село                          | ↗299      | Рассветовский сельсовет     |
| 40 | Коминтерн         | деревня                       | ↘36       | Раевский сельсовет          |
| 41 | Комсомольский     | село                          | ↘259      | Рассветовский сельсовет     |
| 42 | Красная Поляна    | деревня                       | ↘66       | Микяшевский сельсовет       |
| 43 | Кузьминовка       | деревня                       | ↘41       | Кадыргуловский сельсовет    |
| 44 | Купоярово         | деревня                       | ↗15       | Алгинский сельсовет         |
| 45 | Курятмасово       | село                          | ↗634      | Алгинский сельсовет         |
| 46 | Ленинский         | село                          | ↗358      | Рассветовский сельсовет     |
| 47 | Микяшево          | село                          | ↗782      | Микяшевский сельсовет       |
| 48 | Михайловка        | хутор                         | ↘22       | Поляковский сельсовет       |
| 49 | Мусагитово        | деревня                       | ↗35       | Имай-Кармалинский сельсовет |
| 50 | Новоаккулаево     | село                          | ↘195      | Курманкеевский сельсовет    |
| 51 | Новоивановка      | деревня                       | ↘4        | Поляковский сельсовет       |
| 52 | Новомрясово       | деревня                       | ↗170      | Имай-Кармалинский сельсовет |
| 53 | Новошарипово      | деревня                       | ↗59       | Соколовский сельсовет       |
| 54 | Новоянбеково      | деревня                       | ↘187      | Кадыргуловский сельсовет    |
| 55 | Новояппарово      | село                          | ↘408      | Казангуловский сельсовет    |
| 56 | Ольговка          | деревня                       | ↘10       | Рассветовский сельсовет     |
| 57 | Политотдел        | село                          | ↘191      | Шестаевский сельсовет       |
| 58 | Поляковка         | село                          | ↘384      | Поляковский сельсовет       |
| 59 | Раево             | деревня                       | ↗314      | Раевский сельсовет          |
| 60 | Рассвет           | село                          | ↗390      | Рассветовский сельсовет     |
| 61 | Рауш              | хутор                         | ↘138      | Рассветовский сельсовет     |
| 62 | Романовка         | деревня                       | ↗273      | Алгинский сельсовет         |
| 63 | Рублёвка          | деревня                       | →112      | Бик-Кармалинский сельсовет  |
| 64 | Сергиополь        | деревня                       | ↘362      | Сергиопольский сельсовет    |
| 65 | Сидоровка         | деревня                       | ↘52       | Поляковский сельсовет       |
| 66 | Соколовка         | деревня                       | ↘514      | Соколовский сельсовет       |
| 67 | Старокурманкеево  | село                          | ↗315      | Курманкеевский сельсовет    |
| 68 | Старомрясово      | село                          | ↗259      | Имай-Кармалинский сельсовет |
| 69 | Старошарипово     | деревня                       | ↗126      | Соколовский сельсовет       |
| 70 | Старояппарово     | село                          | ↘242      | Казангуловский сельсовет    |
| 71 | Султановка        | деревня                       | ↘12       | Раевский сельсовет          |
| 72 | Тавричанка        | деревня                       | ↘2        | Сергиопольский сельсовет    |
| 73 | Такмак            | деревня                       | ↘0        | Шестаевский сельсовет       |
| 74 | Тамбовка          | деревня                       | ↗17       | Поляковский сельсовет       |
| 75 | Ташлытамак        | деревня                       | →113      | Имай-Кармалинский сельсовет |
| 76 | Ташлы-Шарипово    | село                          | ↘344      | Имай-Кармалинский сельсовет |
| 77 | Туксанбай         | хутор                         | ↘5        | Поляковский сельсовет       |
| 78 | Уртатау           | деревня                       | ↗67       | Сергиопольский сельсовет    |
| 79 | Фаридуновка       | деревня                       | ↗134      | Сергиопольский сельсовет    |
| 80 | Филипповка        | село                          | ↘49       | Кадыргуловский сельсовет    |
| 81 | Хотимля           | деревня                       | ↗221      | Бик-Кармалинский сельсовет  |
| 82 | Хусаиново         | село                          | ↘304      | Кадыргуловский сельсовет    |
| 83 | Чапаево           | село                          | ↗444      | Кидрячевский сельсовет      |
| 84 | Черкассы          | деревня                       | ↘0        | Соколовский сельсовет       |
| 85 | Черниговка        | деревня                       | ↗107      | Поляковский сельсовет       |
| 86 | Чуюнчи            | село                          | ↗475      | Чуюнчинский сельсовет       |
| 87 | Чуюнчи-Николаевка | село                          | ↗558      | Чуюнчинский сельсовет       |
| 88 | Шестаево          | село                          | ↘154      | Шестаевский сельсовет       |
| 89 | Шестопаловка      | деревня                       | ↘67       | Алгинский сельсовет         |
| 90 | Янги-Турмуш       | деревня                       | ↘9        | Алгинский сельсовет         |
| 91 | Япар-Янбеково     | деревня                       | ↘79       | Имай-Кармалинский сельсовет |
| 92 | Яскаин            | деревня                       | ↘52       | Чуюнчинский сельсовет       |

## Экономика
Район является промышленно-сельскохозяйственным. В Давлеканово размещены предприятия пищевой, лёгкой промышленности. Работают предприятия по выпуску сборного железобетона, шлакоблоков, чугунного литья, швейных изделий, ремонту сельскохозяйственной техники, среди них, Давлекановская молочная компания, ООО «Нефтемаш», Давлекановский кирпичный завод и др. Сельскохозяйственные предприятия района специализируются на выращивании зерна, сахарной свеклы, подсолнечника и разведении молочно-мясного скота, овец и свиней. Под сельскохозяйственными угодьями занято 162,4 тыс. га земли (85,2 % территории района), в том числе под пашнями — 122,6 тыс. га, сенокосами — 5,3 тыс. га, пастбищами — 34,6 тыс. га. Леса занимают 5,2 % земельной площади территории района.

## Транспорт
По территории района проходят железная дорога Челябинск — Москва и региональные автотрассы Чишмы — Киргиз-Мияки и Буздяк — Толбазы.

## Образование и культура
В районе имеются 52 общеобразовательные школы, в том числе 14 средних, Давлекановское профессиональное училище, 25 массовых библиотек, 36 клубных учреждения, 2 музея, центральная районная больница. Издаётся районная газета на русском и башкирском языках «Асылыкуль» — «Балкантау».